# Angles (Tarn)
|  | Per a altres significats, vegeu «Angle (desambiguació)». |

Angles (en francès Anglès) és un municipi francès situat al departament del Tarn i a la regió d'Occitània.

## Demografia
| 1846                                       | 1962 | 1968 | 1975 | 1982 | 1990 | 1999 | 2007 | 2016 |
| ------------------------------------------ | ---- | ---- | ---- | ---- | ---- | ---- | ---- | ---- |
| 3000                                       | 911  | 934  | 667  | 649  | 588  | 563  | 554  | 508  |
| Des de 1962: població sense dobles comptes |      |      |      |      |      |      |      |      |

## Administració
| Període   | Identitat      | Partit        |
| --------- | -------------- | ------------- |
| 2001-2008 | Serge Cazals   | Divers gauche |
| 2008-2014 | Gérard Rouanet |               |
| 2014-     | Alain Barthes  |               |